# Twatt
Twatt a skóciai Orkney-szigetek fő szigetén elhelyezkedő apró település.  A település 1940 és 1949 között a Royal Naval Air Service (RNAS) füves katonai repülőtérnek adott otthont.

## Nevének eredete
A település neve az óészaki nyelv þveit szavából származik, mely apró földterületet, telket jelent. Ebből az óészaki szóból származik a számos angol település nevében megtalálható thwaite tag.
A település neve, Twatt hasonlít az angol nyelvű twat vulgáris szóhoz, mely női nemi szervet is jelent. A település, neve miatt a legközönségesebbül hangzó neveket felsoroló Rude Britain listán a Shetland-szigeteken fekvő Twatt településsel holtversenyben a negyedik helyre került.